# El Burgo de Ebro
El Burgo de Ebro è un comune spagnolo di 1 628 abitanti situato nella comunità autonoma dell'Aragona.